# Klaus-Dieter Ertler
Klaus-Dieter Ertler (* 20. November 1954 in Feldbach) ist ein österreichischer Romanist.

## Leben und Wirken
Ertler absolvierte 1976 die Lehramtsprüfung an der Pädagogischen Akademie Eisenstadt für die Fächer Deutsch und Geographie/Wirtschaftskunde. Nach einem Studium der Romanistik und Vergleichender Literaturwissenschaft an den Universitäten Graz, Rouen, Bordeaux, Paris, Santander und Montréal wurde ihm 1983 der Magistergrad für das Lehramt in Französisch und Spanisch verliehen. Zwei Jahre später promovierte Ertler in Graz in französischer und spanischer Literaturwissenschaft. Nach einem Post-Doc-Studium an den Universitäten Montréal und Paris III in den Jahren 1986/87 wurde er 1999 an der Universität Graz habilitiert.
Nach Vertretungsprofessuren in Heidelberg (2000–2002), Aachen (2002–2003) und Kassel (2003–2004) erhielt er den Ruf an die Universität Graz.
Zu Ertlers Forschungsschwerpunkten gehören die frankokanadische Literatur sowie die spanische Literatur der Aufklärung, insbesondere Presseerzeugnisse.
Ertler war von 2007 bis 2009 Vorsitzender ("President") der Gesellschaft für Kanada-Studien.

## Forschungsschwerpunkte
- Aufklärungsliteratur in der Romania – Moralische Wochenschriften
- Jesuitenberichte aus den Americas
- Neue Romania: Lateinamerika und Frankophonie
- Frankokanadische Erzählliteratur
- Migrantenliteraturen
- Literatur-, Kultur- und Medientheorien
- Fachgeschichte der Romanistik

## Schriften (Auswahl)
- als Hg.: Von Schwarzröcken und Hexenmeistern. Robes noires et sorciers. Jesuitenberichte aus Neu-Frankreich (1616–1649). Reimer, Berlin 1997
- Der frankokanadische Roman der dreißiger Jahre: Eine ideologieanalytische Darstellung (= Canadiana Romanica, Bd. 14). Max Niemeyer, Tübingen 2000; wieder de Gruyter, Berlin 2015 (Im Online-Buchhandel einsehbar)
- Hg. mit Martin Löschnigg: Canada 2000. Identity and Transformation. Identité et transformation: Central European Perspectives on Canada - Le Canada vu à partir de l’Europe centrale. Peter Lang, Bern 2000
- Kleine Geschichte des frankokanadischen Romans. Tübingen 2000
- Kleine Geschichte des lateinamerikanischen Romans. Strömungen – Autoren – Werke. Tübingen 2002
- Kleine Geschichte der spanischen Aufklärungsliteratur. Tübingen 2003
- Moralische Wochenschriften in Spanien: 'El Pensador' von José Clavijo y Fajardo. Tübingen 2003
- Tugend und Vernunft in der Presse der spanischen Aufklärung: „El Censor“. Tübingen 2004
- mit Andrea Maria Humpl, Daniela Maly: Ave Maris Stella: Eine kulturwissenschaftliche Einführung in die Acadie. Peter Lang, Bern 2005
- Hg. mit Paulina Mickiewicz: Transcultural Perspectives on Canada – Perspectives transculturelles sur le Canada. Masaryk University Press, Brno 2007 (= Canadian Studies in Europe – Études Canadiennes en Europe, Bd. 7)
- Die spanische Presse des 18. Jahrhunderts. Hamburg 2008
- Hg. mit Yvonne Völkl, Martin Löschnigg: Europe – Canada: Transcultural Perspectives – Perspectives transculturelles (= Canadiana. Literaturen/Kulturen, Literatures/Cultures, Littératures/Cultures, Bd. 14). Peter Lang, Bern 2013 ISSN 1613-804X [1]
  - darin von Ertler: Les métarécits de la crise dans le discours social du Canada français des années 1930. L'exemple de "l'Action nationale", S. 229–240
- Hg. mit Patrick Imbert: Cultural Challenges of Migration in Canada. Les défis culturels de la migration au Canada (= Canadiana, Bd. 12). Peter Lang, Bern 2013[2]
- Die Spectators in Spanien. Frankfurt 2014

## Notizen
1. ↑  Ertler ist Mit-Hg. der Gesamtreihe, mit Wolfgang Klooß; dieser Band ist im Online-Buchhandel einsehbar
2. ↑  Band im Online-Buchhandel einsehbar

| Personendaten    | Personendaten             |
| ---------------- | ------------------------- |
| NAME             | Ertler, Klaus-Dieter      |
| KURZBESCHREIBUNG | österreichischer Romanist |
| GEBURTSDATUM     | 20. November 1954         |
| GEBURTSORT       | Feldbach                  |